# Miller (Dakota del Sur)
Miller es una ciudad ubicada en el condado de Hand en el estado estadounidense de Dakota del Sur. En el Censo de 2010 tenía una población de 1.489 habitantes y una densidad poblacional de 584,25 personas por km².

## Geografía
Miller se encuentra ubicada en las coordenadas 44°31′14″N 98°59′13″O / 44.52056, -98.98694. Según la Oficina del Censo de los Estados Unidos, Miller tiene una superficie total de 2.55 km², de la cual 2.55 km² corresponden a tierra firme y (0%) 0 km² es agua.

## Demografía
Según el censo de 2010, había 1.489 personas residiendo en Miller. La densidad de población era de 584,25 hab./km². De los 1.489 habitantes, Miller estaba compuesto por el 97.78% blancos, el 0.2% eran afroamericanos, el 0.47% eran amerindios, el 0.13% eran asiáticos, el 0% eran isleños del Pacífico, el 0.34% eran de otras razas y el 1.07% pertenecían a dos o más razas. Del total de la población el 0.6% eran hispanos o latinos de cualquier raza.